# 切尔马克·约瑟夫
切尔马克·约瑟夫（匈牙利語：Csermák József，1932年2月14日—），匈牙利男子田径运动员。他曾代表匈牙利参加1952年、1956年和1960年夏季奥林匹克运动会田径比赛，获得一枚金牌。